# لا اورتابا
لا اورتابا (به اسپانیایی: La Orotava) یک شهرستان در اسپانیا با جمعیت ۴۱٬۷۰۶ نفر است که در جزایر قناری واقع شده‌است.

## نگارخانه

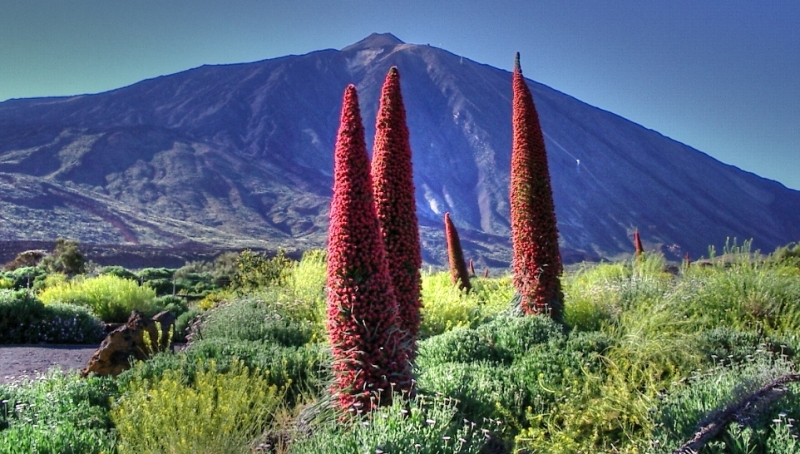
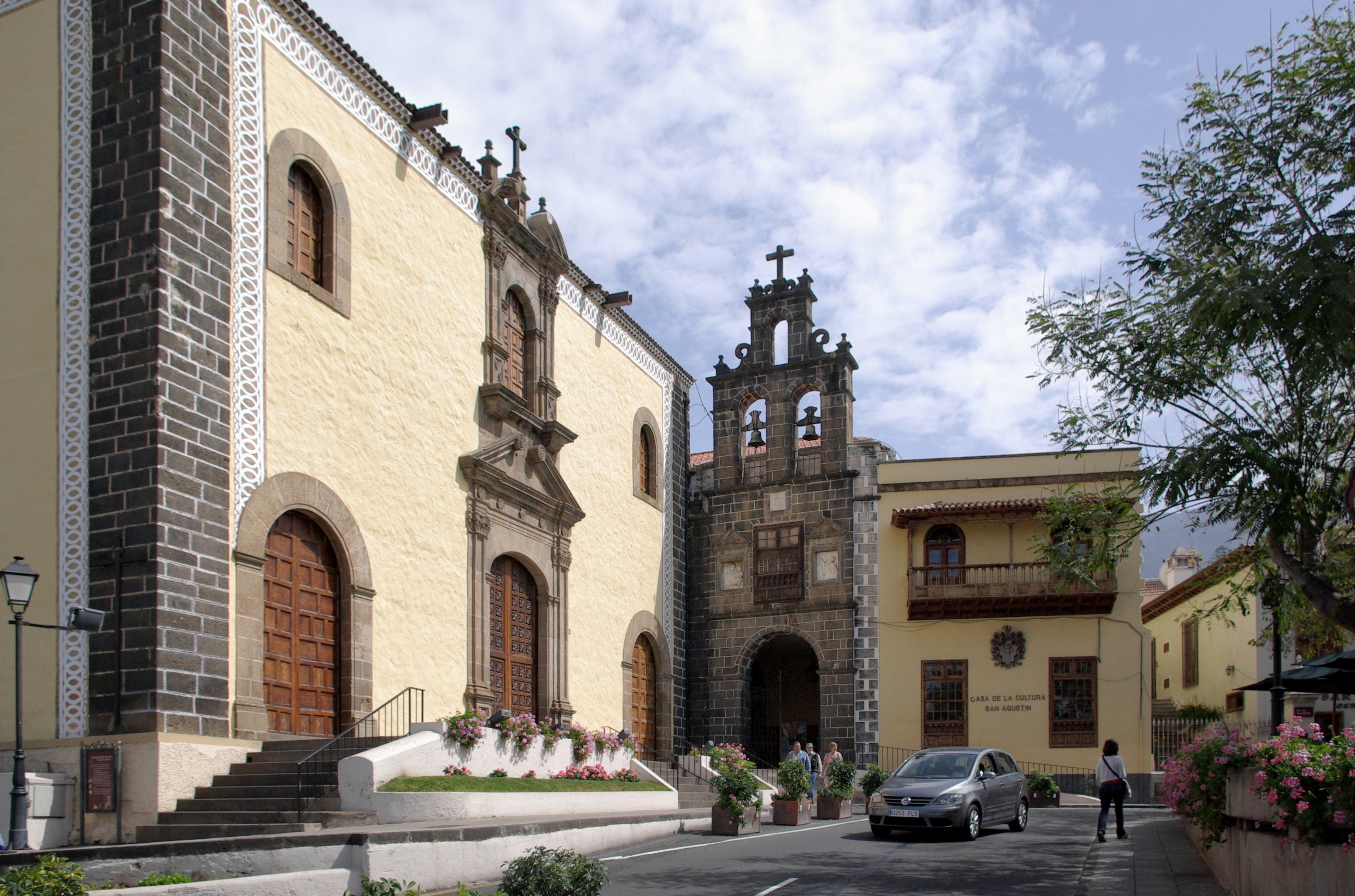
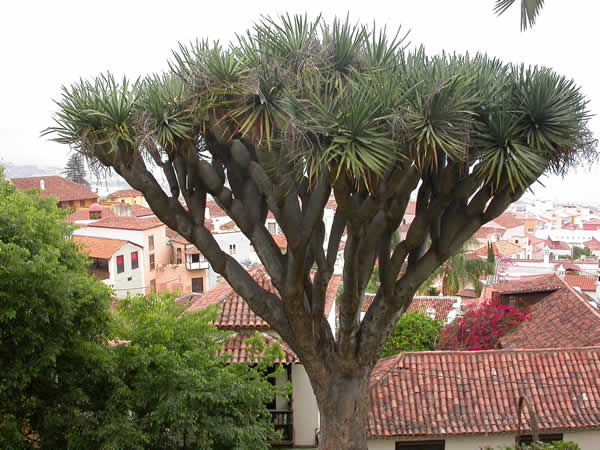
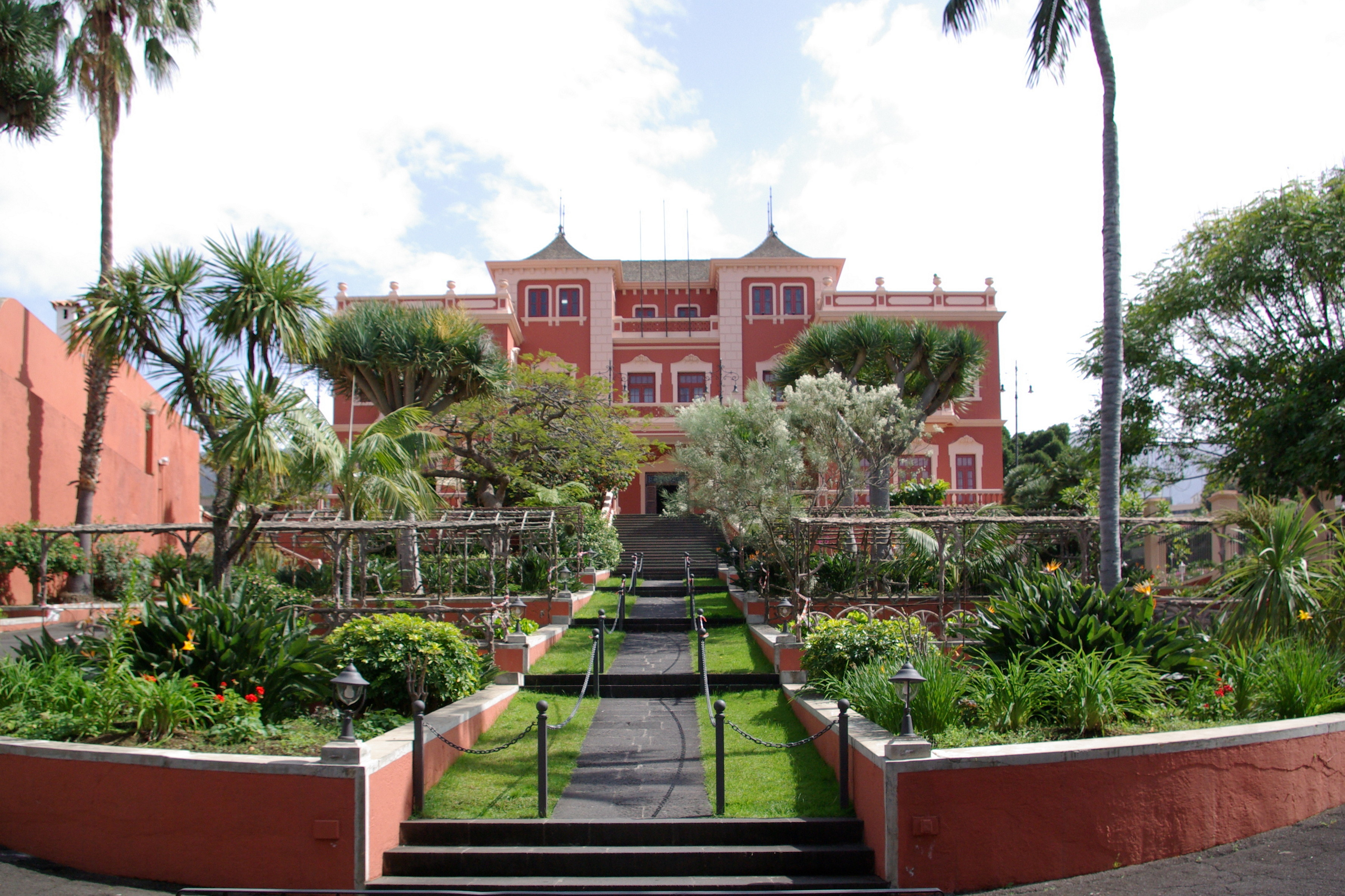
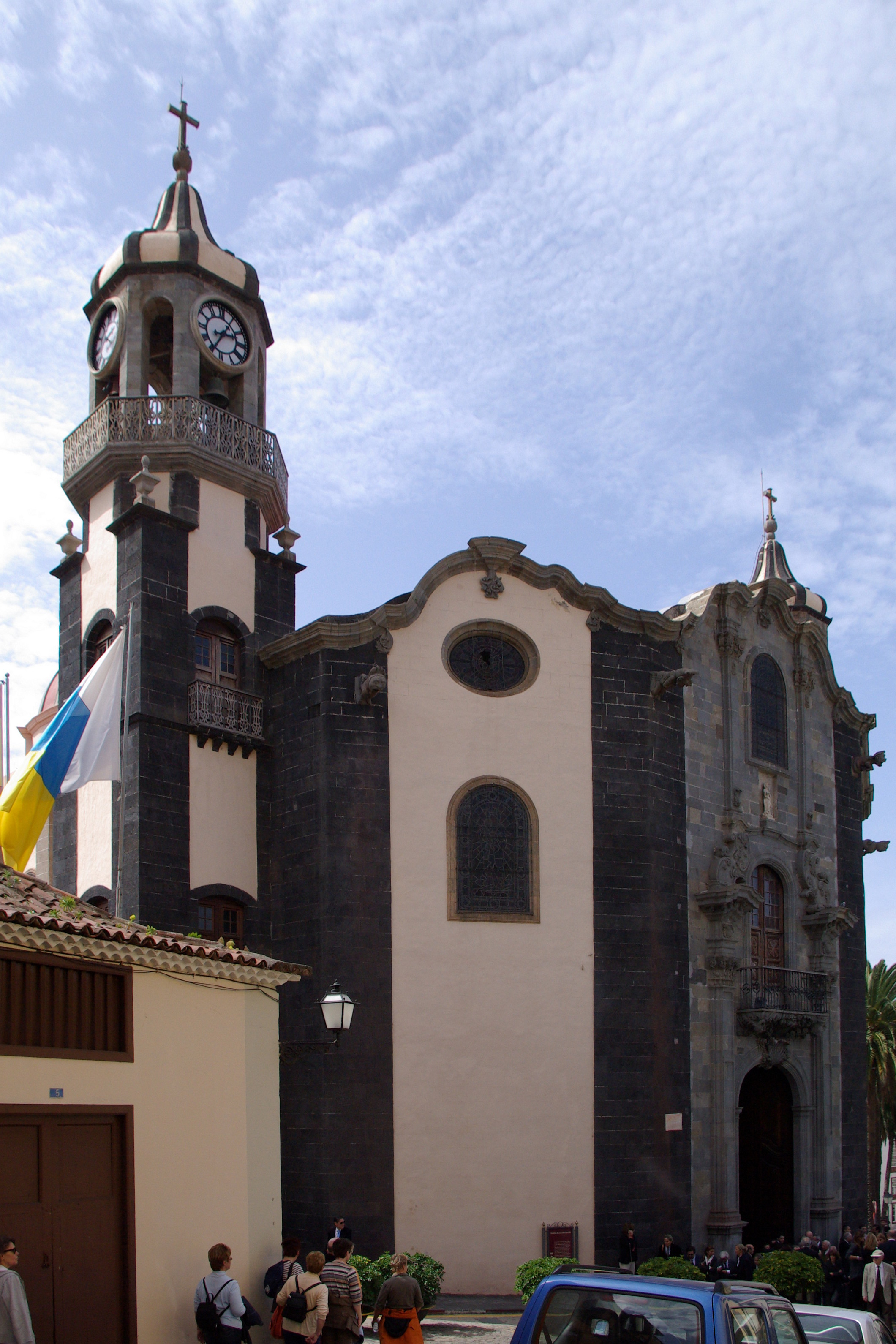
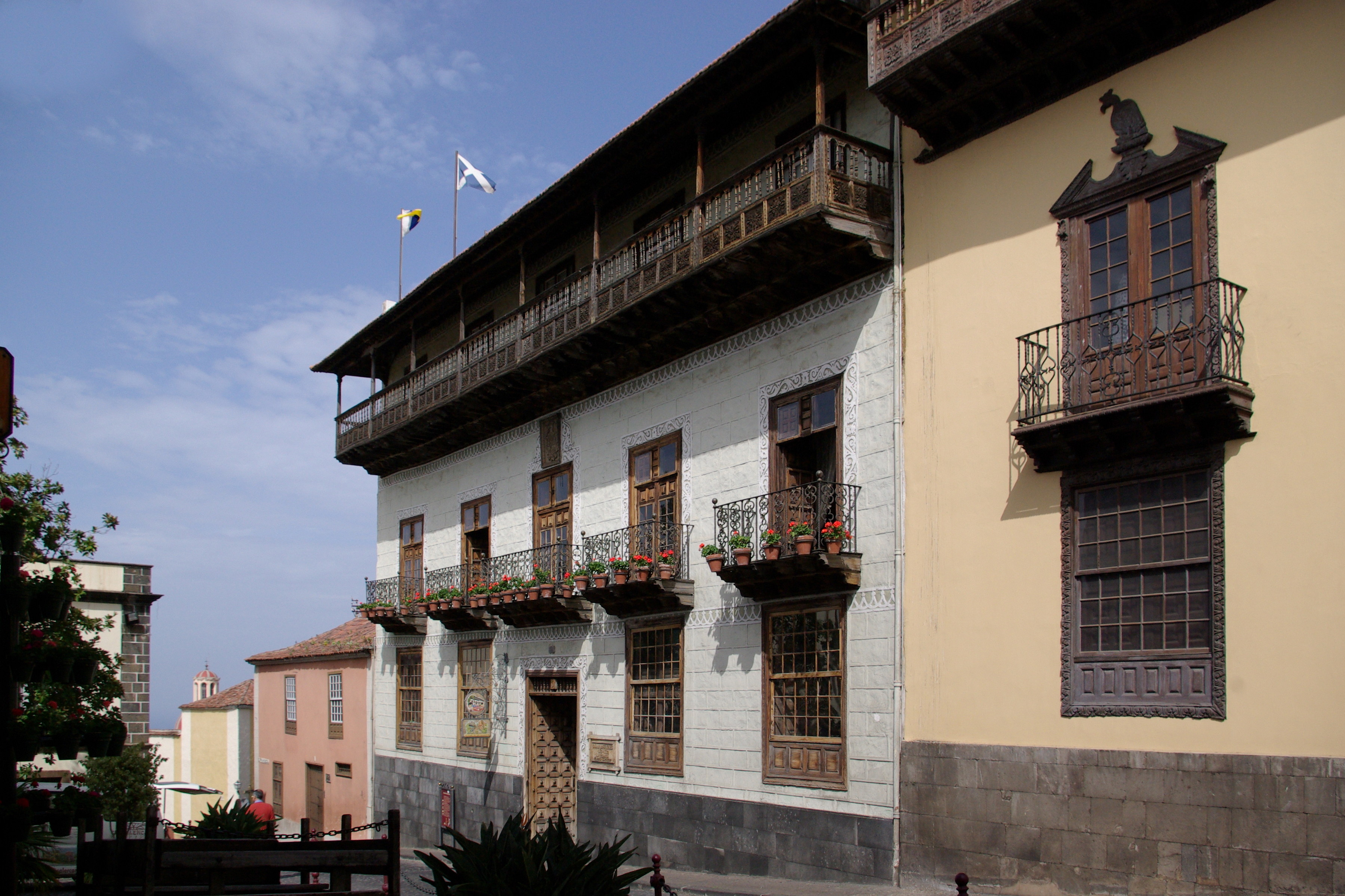
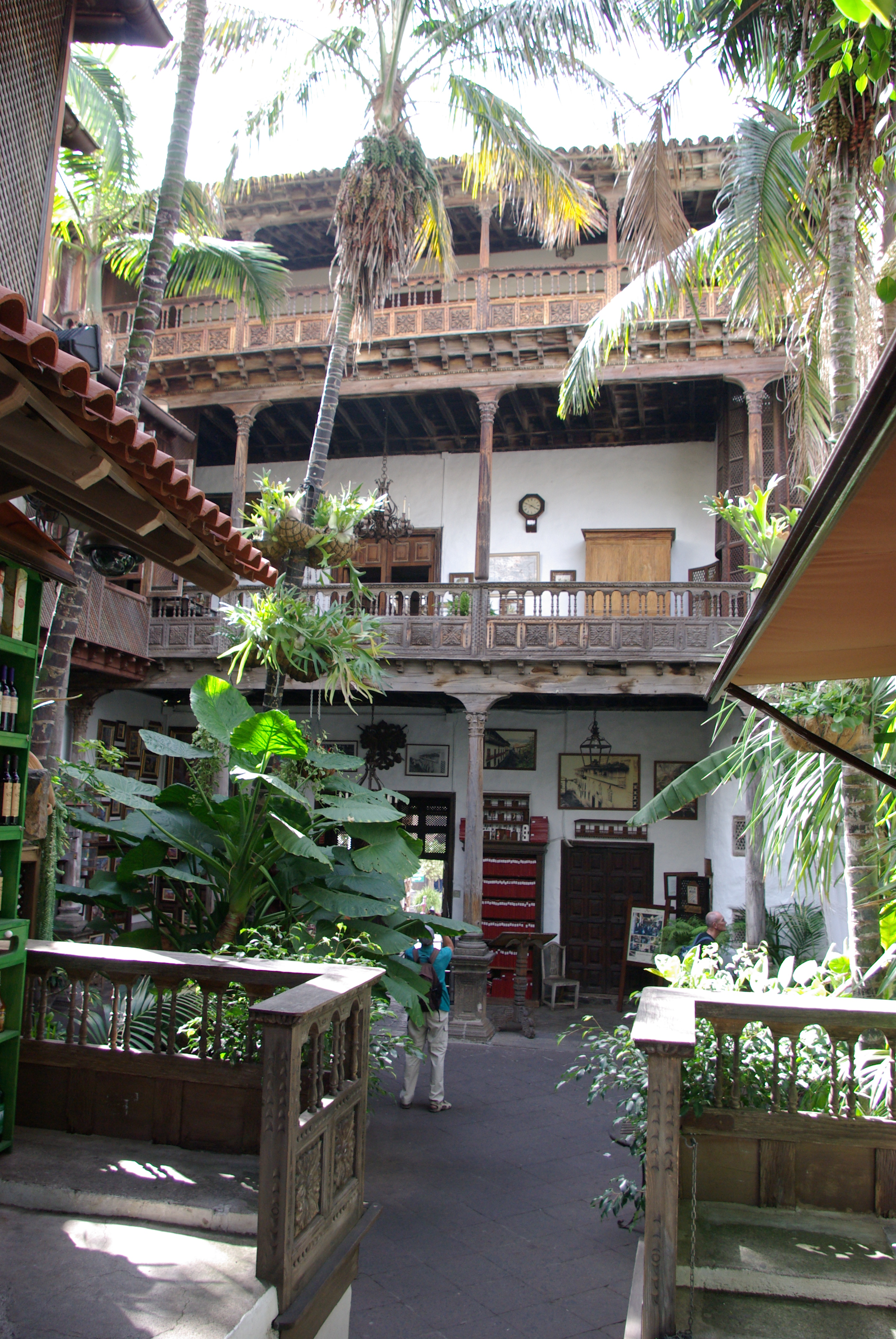
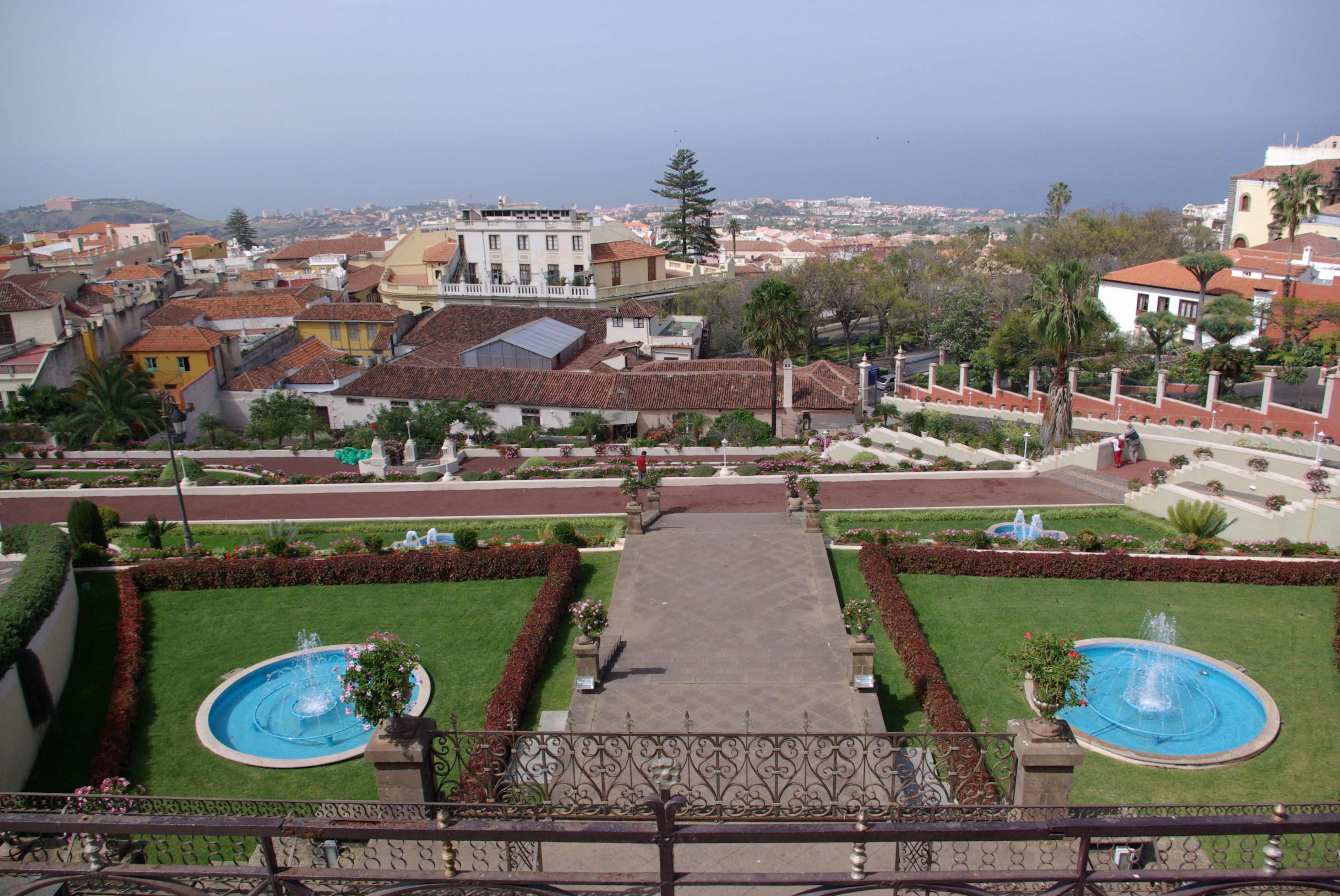
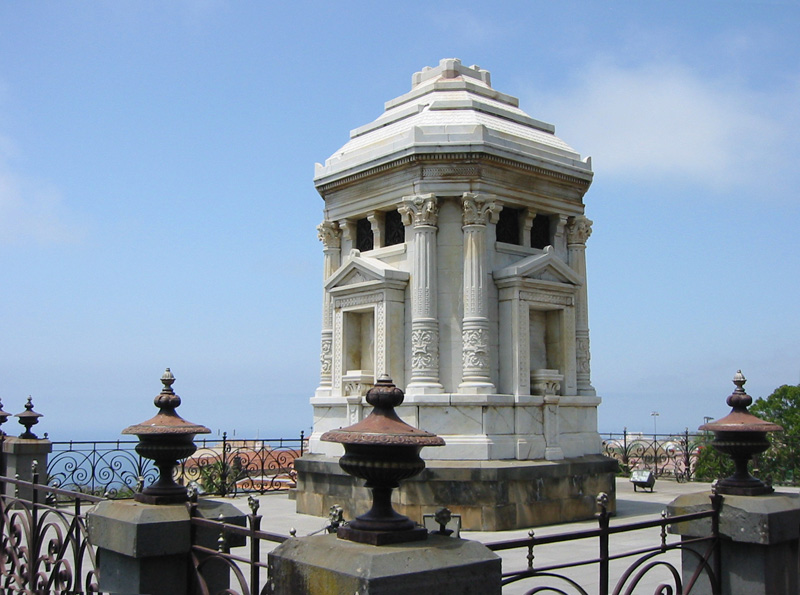
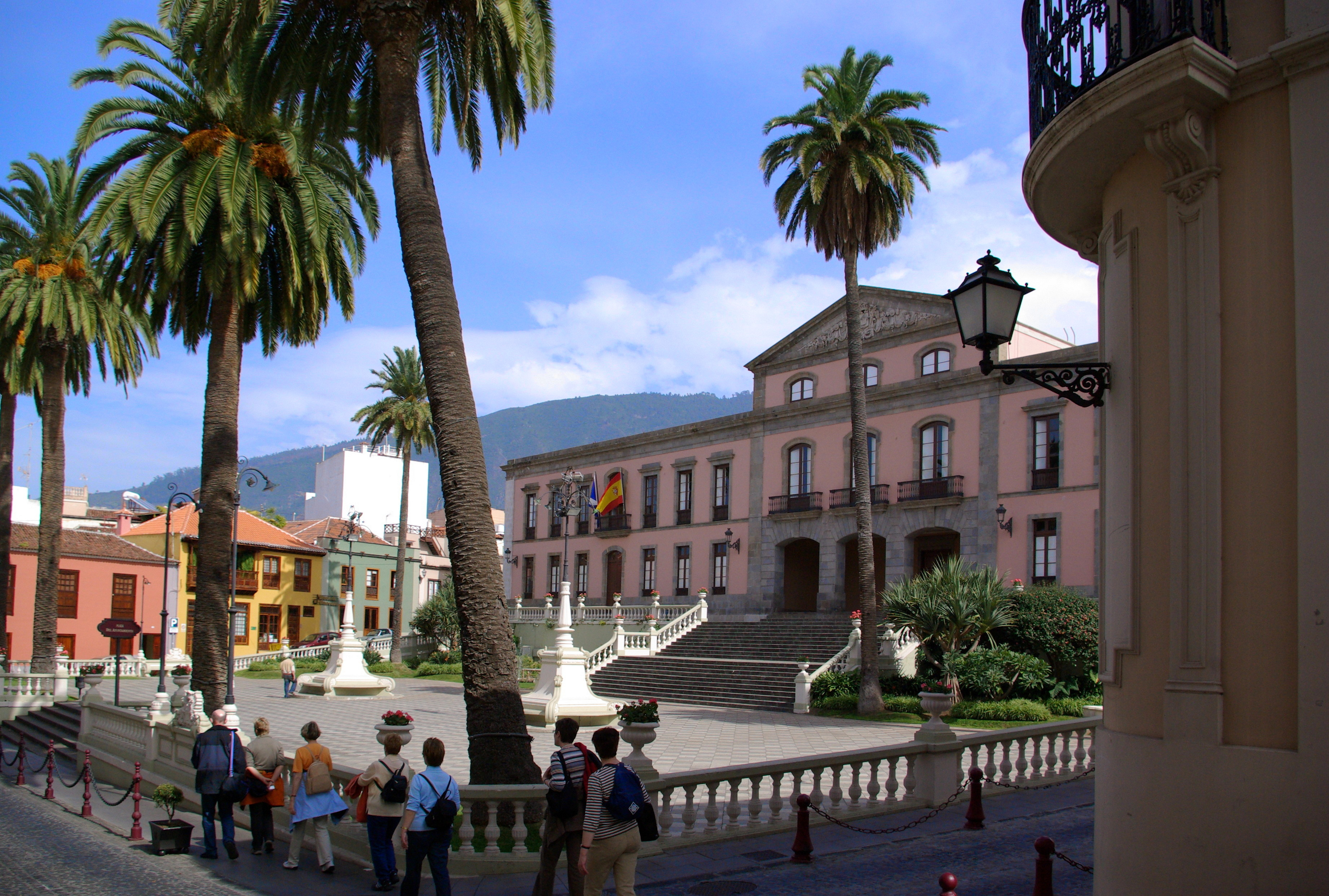
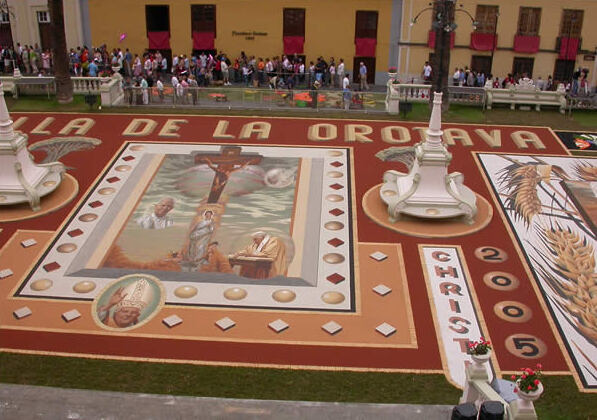
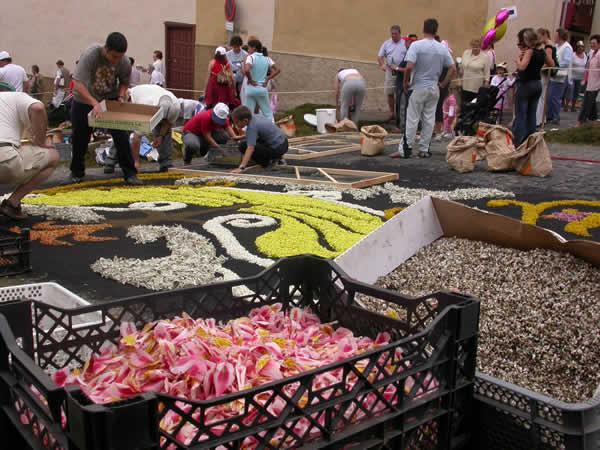
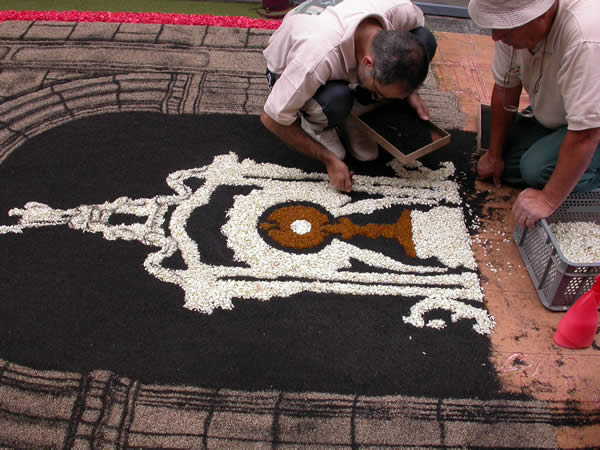